# Représentation du président de l'Ukraine en république autonome de Crimée
Pour les articles homonymes, voir Crimée (homonymie) et République de Crimée.
Le gouvernement en exil de la république autonome de Crimée a été mis en place par le gouvernement ukrainien en remplacement du précédent qui avait fait sécession avant d'être annexée par la Russie. Le 17 mai 2014, le siège du gouvernement criméen est délocalisé à Kherson. Aux yeux de la communauté internationale, le gouvernement en exil de la République autonome de Crimée est l'instance légitime de cette entité de jure, mais aux yeux de la Russie et de facto, la Crimée est russe et c'est le gouvernement prorusse de Simféropol qui la représente.
Le président du Conseil suprême (parlement ukrainien) et président par intérim de l'Ukraine, Oleksandr Tourtchynov, a signé le 22 mai 2014 le décret no 482/2014 qui nomme Nataliya Popovitch (Наталія Попович) au poste de représentante permanente du président d'Ukraine dans la république autonome de Crimée (Постійний Представник Президента України в Автономній Республіці Крим, Postijny Predstavnyk Prezydenta Oukraïny v Avtonomni Respoublitsi Krym).
Depuis le 25 avril 2022, le poste est occupé par Tamila Tacheva, femme politique tatare.

## Liste
| Représentant permanent du Président de l'Ukraine | Début de mandat | Fin de mandat   |
| ------------------------------------------------ | --------------- | --------------- |
| Serhiy Kunitsyn                                  | 27 février 2014 | 26 mars 2014    |
| Natalia Popovych                                 | 22 mai 2014     | 17 août 2017    |
| Borys Babin                                      | 17 août 2017    | 2 décembre 2018 |
| Izet Hdanov                                      | 2 décembre 2018 | 25 juin 2019    |
| Anton Korynevych                                 | 25 juin 2019    | 25 avril 2022   |
| Tamila Tacheva                                   | 25 avril 2022   | en poste        |